# Davide Baldaccini
Davide Baldaccini (San Giovanni Bianco, 22 mei 1998) is een Italiaans wielrenner die in 2023 prof werd bij Team Corratec.

## Carrière
In 2020 werd Baldaccini vierde in de openingsrit van de Ronde van Italië voor beloften. Later dat jaar werd hij zesde in de Trofeo Città di San Vendemiano.
In 2022 maakte Baldaccini de overstap naar Team Corratec. Omdat zijn ploeg in 2023 een stap hogerop deed, werd hij dat jaar prof. In juli van dat jaar won hij de derde etappe in de Ronde van het Qinghaimeer, voor Eric Fagúndez en André Drege. In het algemeen klassement eindigde hij op de derde plek. In januari 2024 werd hij zesde in het eindklassement van de Ronde van Sharjah.

## Overwinningen
2023
3e etappe Ronde van het Qinghaimeer
2024
Bergklassement Ronde van Slovenië

## Resultaten in voornaamste wedstrijden
|      | \| Jaar \| Milaan-San Remo \| Ronde van Lombardije \| Strade Bianche \| \| ---- \| --------------- \| -------------------- \| -------------- \| \| 2024 \| 154e \| 112e \| opgave \| \| 2025 \| \| \| opgave \| |                      |                |
| Jaar | Milaan-San Remo | Ronde van Lombardije | Strade Bianche |
| 2024 | 154e | 112e                 | opgave         |
| 2025 | |                      | opgave         |

## Ploegen
- 2019 –  Team Colpack
- 2020 –  Team Colpack Ballan
- 2022 –  Team Corratec
- 2023 –  Team Corratec-Selle Italia[a]
- 2024 –  Team Corratec-Vini Fantini
- 2025 –  Toscana Factory Team Vini Fantini

Amella · Baldaccini · Barać · Conti · Dalla Valle · Gandin · Iacchi · Konychev · Masotto · Murgano · Olivero · Ponomar (vanaf 10/8) · Quarterman · Quartucci · Stojnić · Stöckli · Tivani · Vacek · van Empel · Viviani · Zambelli · Darbellay (stagiair) · Debons (stagiair) · Tsarenko (stagiair)
Amella · Baldaccini · Balmer (vanaf 14/5) · Bonifazio · Conti · Darbellay · Debons · González (vanaf 31/3) · Iacchi · Mareczko · Masotto · Monaco · Murgano · Olivero · Padoen · Ponomar · Samudio (vanaf 1/8) · Quartucci · Sbaragli · Stewart · Stöckli · Tsarenko · van Empel · Viviani · Zambelli · Bögli (stagiair) · Parravano (stagiair) · Tissières (stagiair)